# Ázsiai cápaharcsa
Az ázsiai cápaharcsa (Pangasianodon hypophthalmus) a sugarasúszójú halak (Actinopterygii) osztályának harcsaalakúak (Siluriformes) rendjébe, ezen belül az óriásharcsafélék (Pangasiidae) családjába tartozó faj.

## Előfordulása
Az ázsiai cápaharcsa előfordulási területe Délkelet-Ázsia édesvizei; főleg a Mekong, a Csaophraja és a Maeklong folyómedencék. Más vízgyűjtőkbe is betelepítették.

## Megjelenése
Eddig a legnagyobb kifogott példánya 130 centiméter hosszú és 44 kilogrammos volt. Az úszói sötétszürkék vagy feketék; a hátúszója 6 sugarú. A fiatal oldalvonalán egy fekete csík fut végig és ezalatt is egy fekete csík látható; a felnőtt egyszínű szürke. A farok alatti úszó közepén, valamint a farokúszó két nyúlványán sötét csíkozások vannak.

## Életmódja
A trópusi, 22-26 Celsius-fokos hőmérsékletű édesvizeket kedveli. Mindenevőként egyaránt felfal kisebb halakat, gerincteleneket és növényi eredetű táplálékot is. Az íváshoz a folyók felső szakaszába úszik. Az elöntött ártereket is elfoglalja.

## Felhasználása
Az ázsiai cápaharcsát ipari mértékben halásszák és tenyésztik is. Ezt a halat főleg a városi akváriumokban tartják; magánakváriumokban nem ajánlott. Az akváriuma legalább 150 centiméteres kell, hogy legyen; továbbá kárt tehet lakótársaiban.

## Képek

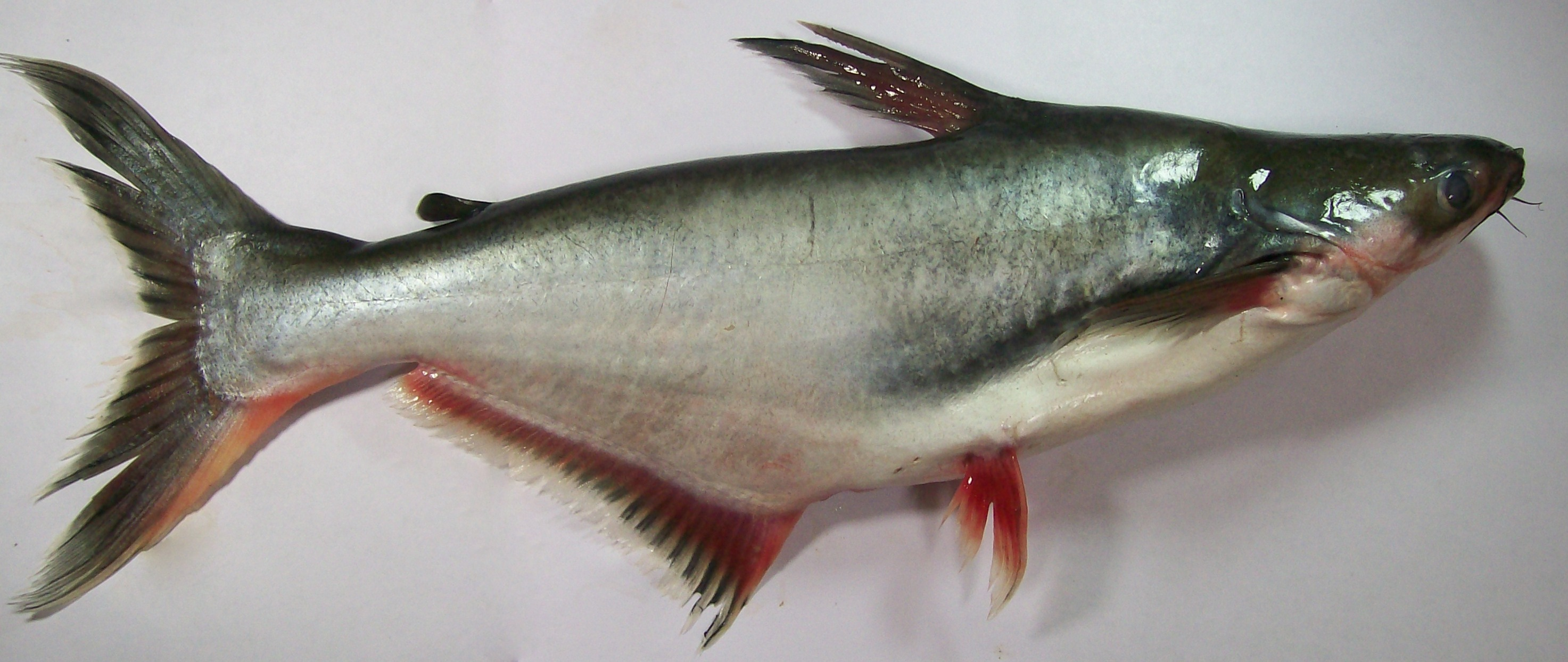
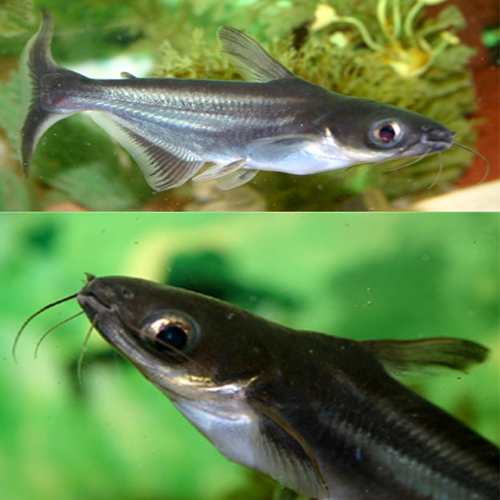
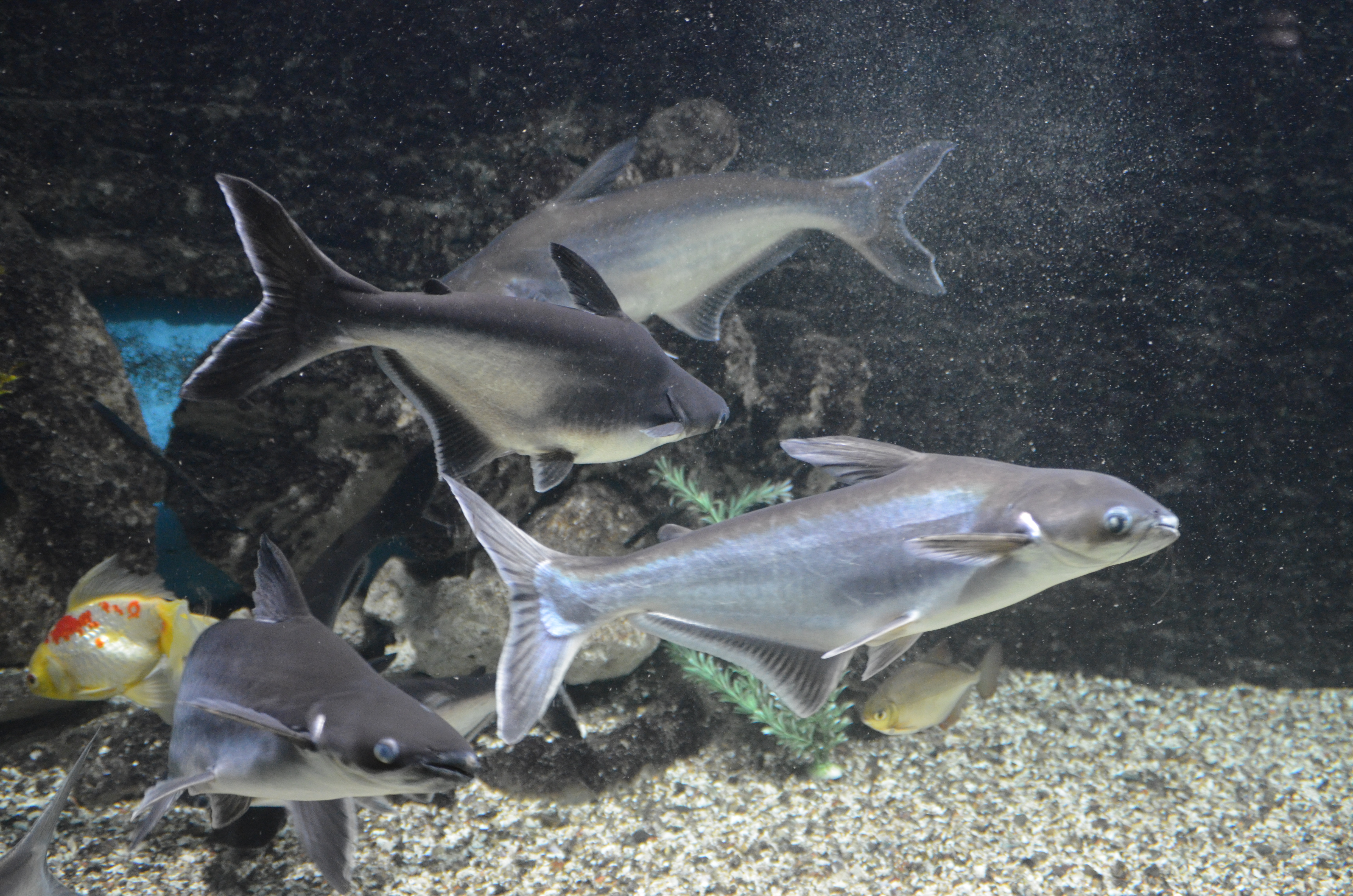
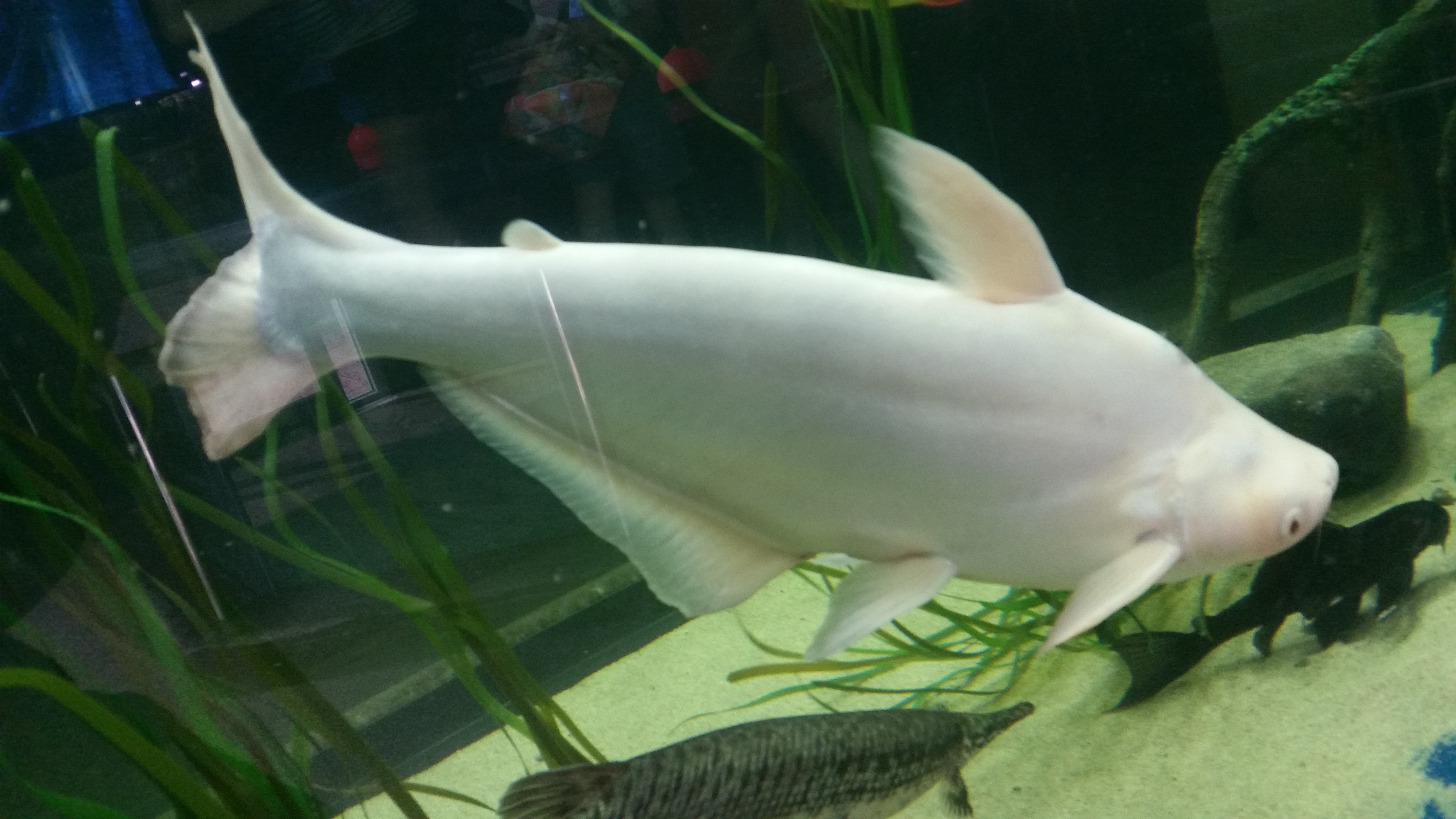
Albinó példány akváriumban